# 애덤 손더스
애덤 손더스(Adam Saunders, 1986년 11월 6일 ~ )는 오스트레일리아의 배우이다.